# Pedra Solovetski (Moscou)
La Pedra Solovetski és el nom que popularment ha rebut el Monument a les Víctimes del Gulag, una llosa provinent de les pedreres del gulag de les Illes Solovietski ubicada a la Plaça Lubianka de Moscou, davant del gran edifici que va acollir les activitats repressives de la Txekà, l'OGPU, el NKVD i la KGB. El monument va ser erigit el 1990 per l'associació Memorial, en homenatge a les víctimes de la repressió política a la Unió Soviètica.
El monument s'inaugurà el 30 d'octubre de 1990 per commemorar una iniciativa del 1974 per establir un Dia dels presos polítics a l' URSS. Posteriorment, el 1991, es va establir oficialment el 30 d'octubre com a Dia del Record de les Víctimes de la Repressió Política.